# Ingritt Neuhaus
Ingritt Neuhaus (* 1940 in Dortmund) ist eine deutsche Künstlerin, Kunsterzieherin und Buchillustratorin.

## Leben und Wirken
Ingritt Neuhaus wurde 1940 in Dortmund geboren. In ihrer Geburtsstadt war sie im Zeitraum von 1959 bis 1964 als Justizbeamtin tätig. 1964 heiratete Neuhaus in Paderborn, wo sie seitdem auch lebt und arbeitet. Zwei Jahre später erfolgte die Geburt ihres Sohnes. 1970 absolvierte sie eine Ausbildung zur Erzieherin, an welche sie darauf eine Weiterbildung als Kunsterzieherin anschloss. In der Folgezeit war sie in den Bereichen Kindergarten und Schule tätig und begleitete Meditationskurse. Seit 1978 widmet sie sich Batikarbeiten und erlangte schließlich Bekanntheit durch ihre Illustrationen von Märchen und Bibeltexten, häufig mit Mandala-Bildern.

## Veröffentlichungen (Auswahl)
- (zusammen mit Eugen Drewermann): Frau Holle: Märchen Nr. 24 aus der Grimmschen Sammlung. Olten Verlag, Freiburg im Breisgau 1982, ISBN 3-530-16862-9.
- Schneeweisschen und Rosenrot. Kunstmappe, 6 Bildmotive. Bonifatius-Verlag, Paderborn 1984, ISBN 3-87088-412-6.
- Frau Holle. Kunstmappe, 8 Bildmotive. Bonifatius-Verlag, Paderborn 1984, ISBN 3-87088-410-X.
- Das Mädchen ohne Hände. Kunstmappe, 13 Bildmotive. Bonifatius-Verlag, Paderborn 1984, ISBN 3-87088-416-9.
- (zusammen mit Eugen Drewermann): Das Eigentliche ist unsichtbar: der "kleine Prinz", tiefenpsychologisch gedeutet. Herder, Freiburg im Breisgau 1984, ISBN 3-451-20283-2.
- (zusammen mit Eugen Drewermann): Der goldene Vogel: Märchen Nr. 57 aus der Grimmschen-Sammlung. Walter-Verlag, Solothurn/Düsseldorf 1984, ISBN 3-530-16861-0.
- Der selbstsüchtige Riese: ein Märchen. Eingeleitet, mit Mandala-Bildern geschmückt und Kommentiert von Ingriff Neuhaus. Von Oscar Wilde, in der Übersetzung von Hannelore Neves. Verlag am Eschbach, Eschbach 1990, ISBN 3-88671-113-7.
- Die blaue Rose. Man sieht nur mit dem Herzen gut. Ein Märchen mit Mandala-Bildern. Verlag am Eschbach, Eschbach 1994, ISBN 3-88671-149-8.